# Hydrure de tris(triphénylphosphine)rhodium carbonyle
L’hydrure de tris(triphénylphosphine)rhodium carbonyle est un composé chimique de formule RhH(CO)[P(C6H5)3]3. Il s'agit d'un solide jaune soluble dans le benzène utilisé comme précatalyseur dans l'industrie pour les réactions d'hydroformylation. C'est l'un des rares complexes d'hydrure de rhodium pentacoordonné qui soient stables. Il adopte une géométrie bipyramidale trigonale dans laquelle les ligands carbonyle CO et hydrure H sont en configuration trans, ce qui donne une symétrie pseudo-C3v. Les liaisons Rh–P, Rh–C et Rh–H ont respectivement pour longueurs 232 pm, 183 pm et 160 pm,.

## Synthèse
RhH(CO)[P(C6H5)3]3 a été obtenu pour la première fois par réduction de chlorure de bis(triphénylphosphine)rhodium carbonyle trans-[RhCl(CO)(P(C6H5)3)2] par du borohydrure de sodium NaBH4 ou de la triéthylamine N(CH2CH3)3 et de l'hydrogène H2 dans l'éthanol en présence d'un excès de triphénylphosphine P(C6H5)3 :
RhCl(CO)[P(C6H5)3]2 + NaBH4 + P(C6H5)3 ⟶ RhH(CO)[P(C6H5)3]3 + NaCl + BH3.
Il peut également être produit à partir d'un aldéhyde, de chlorure de rhodium(III) RhCl3 et de triphénylphosphine dans un milieu alcool basique.

## Application
Ce précatalyseur a été découvert en cherchant à utiliser le catalyseur de Wilkinson comme catalyseur d'hydroformylation. On a observé que le complexe tendait à se carbonyler rapidement et que l'activité catalytique de la substance résultante était accrue par divers additifs mais inhibée par les halogénures. Cette inhibition n'était pas observée en présence d'une base, ce qui laissa à penser que l'hydrure était la forme catalytique du complexe.